# Picentino
Il Picentino è un fiume della provincia di Salerno.
Nasce alle falde del monte Accellica, una cima dei Monti Picentini, dalla Grotta dello Scalandrone. Lungo 25 km, dopo aver attraversato i comuni di Giffoni Valle Piana, Pontecagnano Faiano e Salerno, sfocia nel mare Tirreno.
Nel 1958 nel comune di Giffoni Valle Piana è stata costruita una centrale idroelettrica dalla SME. È una centrale ad acqua fluente che per il suo funzionamento capta le sorgenti di Nocelleto, Infrattata, Fricchione e Capo di Fiume.
Il bacino idrografico del Picentino è gestito dall'Autorità di bacino regionale Destra Sele.